# Центр (район Гатчины)

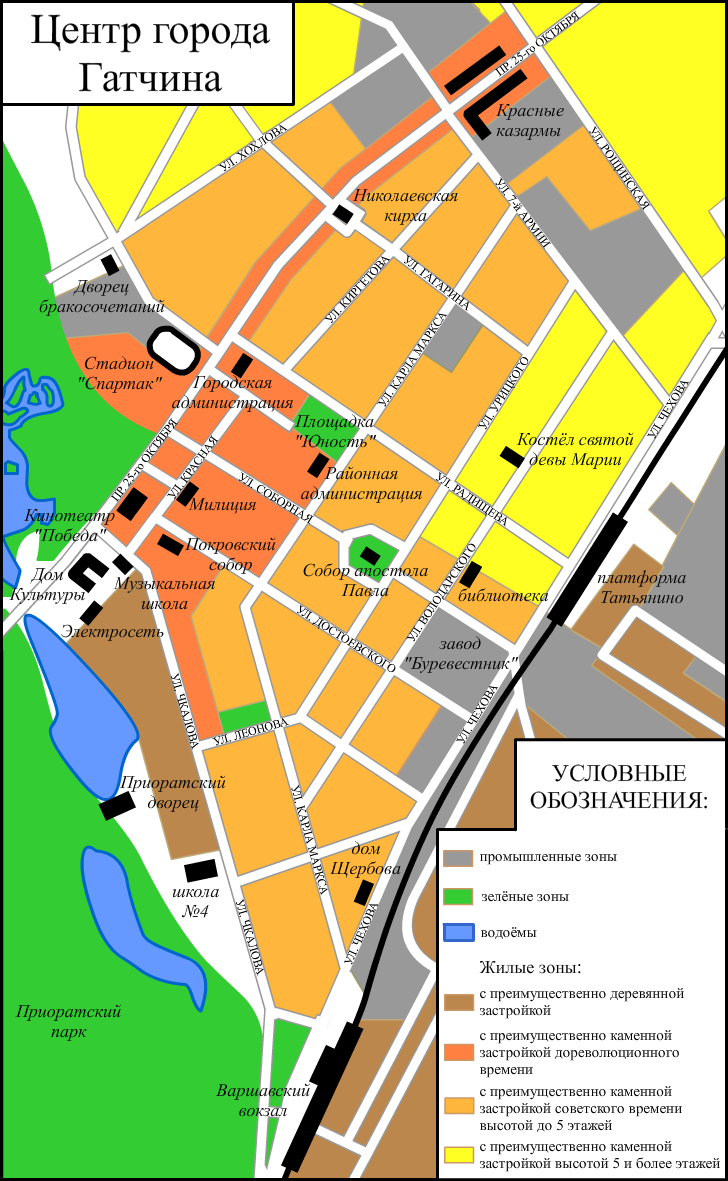
План центра Гатчины

Центр — исторический район города Гатчина (Ленинградская область). Как правило, этим названием обозначают часть Гатчины, расположенную западнее системы гатчинских озёр, застроенную, по большей части, к 70-м годам XX века. Условными границами района можно считать улицу Хохлова на северо-западе, улицу Рощинскую на северо-востоке, железную дорогу на юго-востоке и Приоратский парк на Юго-западе.
Почти все здания в этой части города имеет высоту от 2 до 5 этажей. В Центральном историческом районе сосредоточена основная часть культурных, административных, образовательных учреждений Гатчины, в том числе здесь располагаются здания администраций города Гатчина и Гатчинского района.

## История
Село Хотчино (Гатчина), впервые упоминаемое в 1499 году, располагалось на месте нынешнего центра города. Разрастаться центр Гатчины начал в последней четверти XVIII века, в годы пребывания здесь Павла I. В 1796 году, будучи императором, Павел присвоил Гатчине статус города, и на её территории стали появляться заводы, фабрики, мастерские, сиротские дома и училища, госпиталь. 

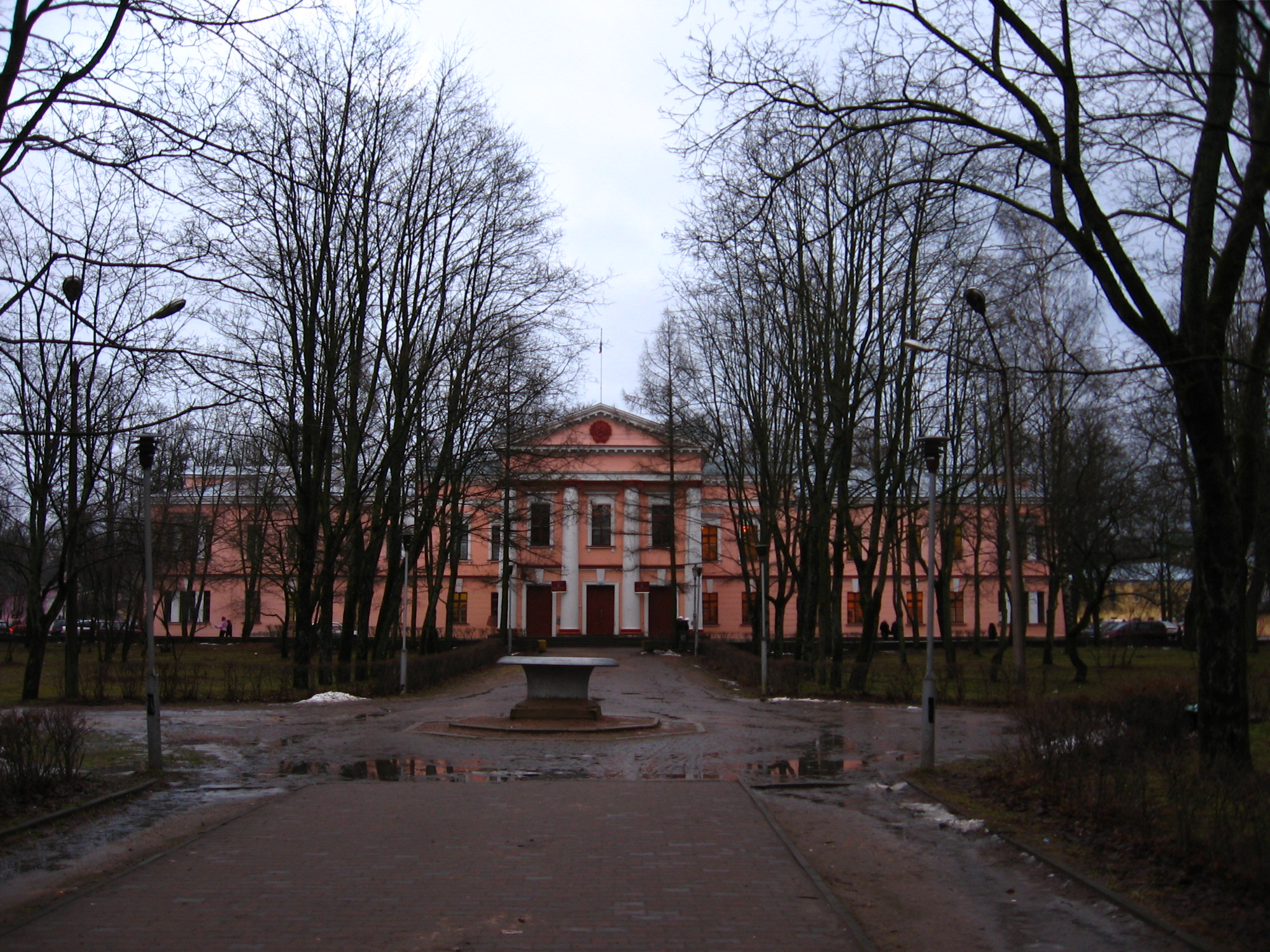
Администрация Гатчины (здание бывшего госпиталя, построено в 1822 году)

Датой завершения постройки Городового госпиталя считается 1796 год. В 1820—1822 годах госпиталь был перестроен по проекту архитектора А.Е. Штауберта. К 1840-м годам вокруг Городового госпиталя бы выстроен целый госпитальный городок, в который входили богадельня, баня, прачечная, кладовые и другие сооружения.
В 1794—1795 годах было построено Здание суконной фабрики (сейчас в нём находится Гатчинский Дворец Молодёжи). С 1803 года в центре города работал Гатчинский Сиротский Институт, к 1828 году на месте старого, деревянного здания института было возведено каменное (архитектор Д. И. Квадри). В 1830 году по проекту В. А. Глинки были возведены деревянные солдатские казармы, а в 1876 году на их месте появились каменные здания, прозванные за свой цвет «Красными казармами» (архитектор И.К. Клодницкий).
В центральной части Гатчины в дореволюционное время были воздвигнуты две православные церкви: Собор Покрова Пресвятой Богородицы (1914 год) и Собор Святого апостола Павла (1852 год), а также две лютеранские церкви: Николаевская Кирха (1828 год) и Костёл Пресвятой Девы Марии Кармельской (1911 год).

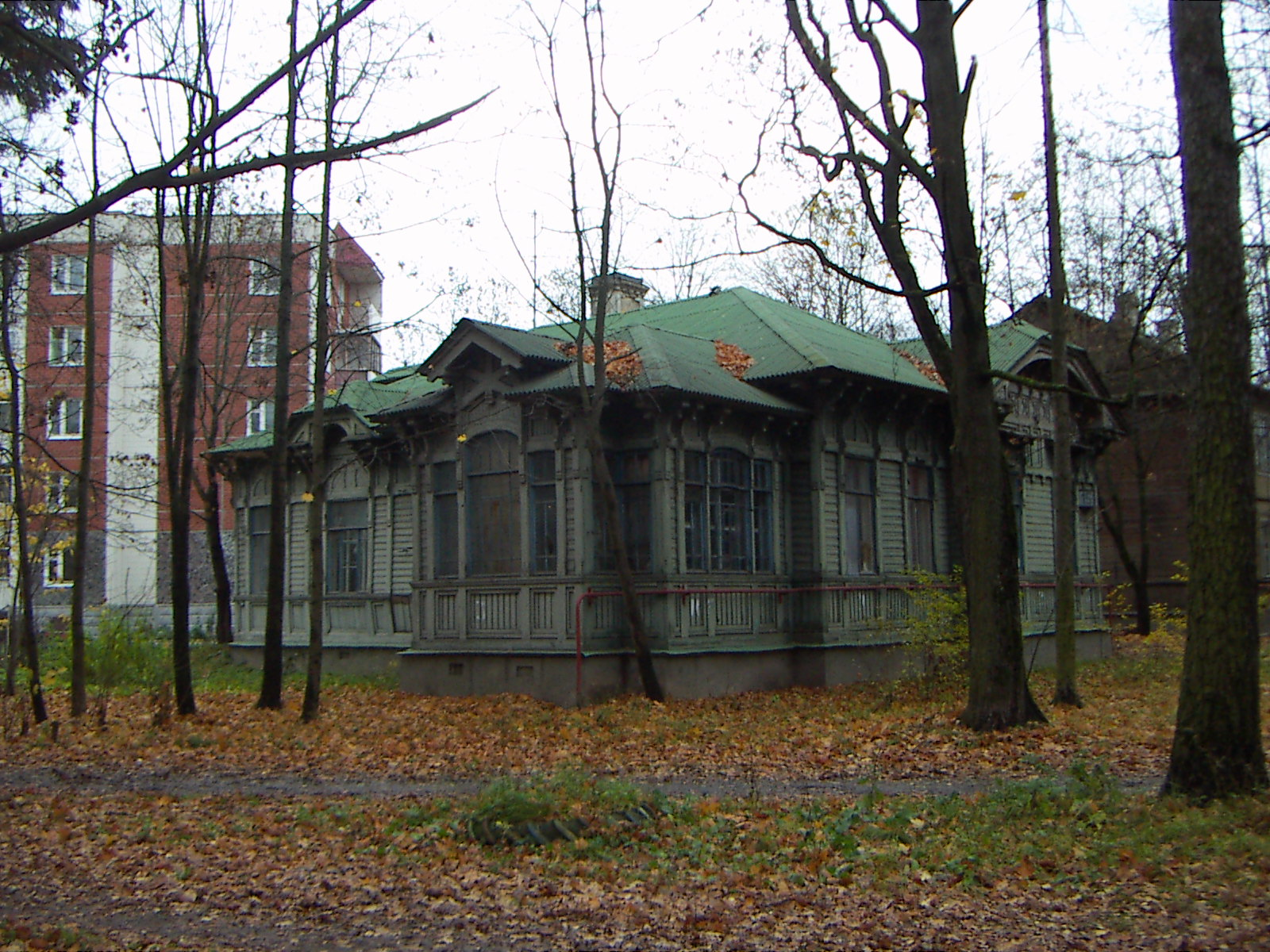
Деревянный жилой дом на улице Карла Маркса (бывш. ул. Багговутская)

Среди жилых зданий в этой части города до сих пор встречаются многоквартирные деревянные дома, каждый из которых имеет свою особенную архитектуру. К сожалению, из-за сырого климата деревянные постройки плохо сохраняются, их становится всё меньше.
В советское время, особенно после Великой Отечественной войны, центр города активно застраивался каменными зданиями. На данный момент плотность застройки центрального района настолько велика, что мест для новых домов больше не осталось. Тем не менее, между домами достаточно пространства для свободного роста деревьев, поэтому, несмотря на плотную застройку, центр Гатчины хорошо озеленён.
В 1996 году, когда городу исполнилось 200 лет, находящаяся в самом центре Гатчины Советская улица стала пешеходной. В 1997 году ей было возвращено историческое название Соборная, и сейчас эта улица является своеобразным символом центрального района.

## Примечательные места и строения

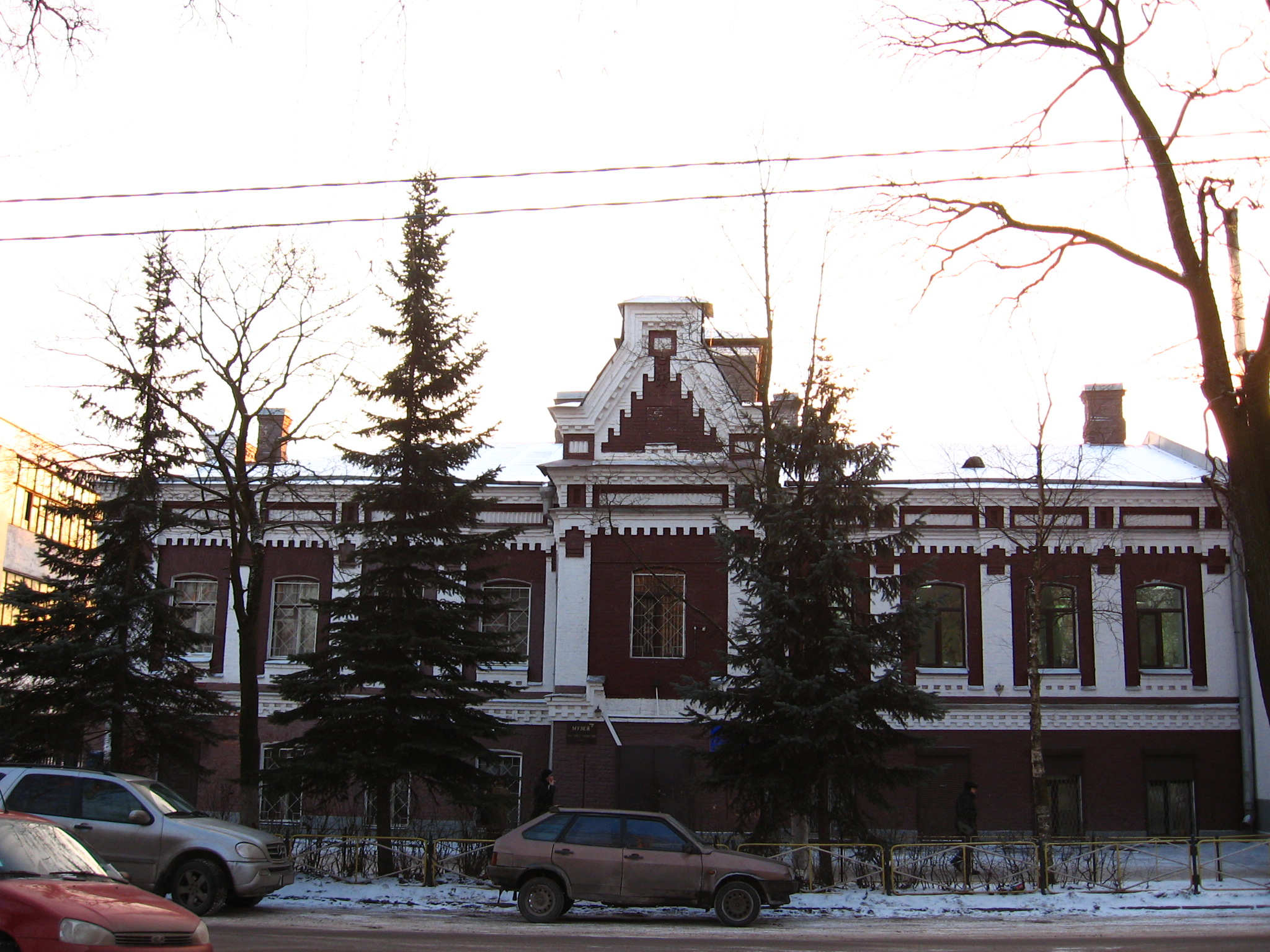
Музей завода «Буревестник»

### Заводы
- ОАО «Гатчинский молочный завод» — пр. 25-го Октября, д.2А
- ОАО «Завод Буревестник» — изготовление бытовых металлоизделий, ул. Соборная, д. 31
- ООО «Гатчинское УПП(ВОС)» — производство электрооборудования, ул. Карла Маркса, д. 63
- и другие

### Зелёные зоны
В центральном районе Гатчины имеется 4 сквера: Городской сквер у Госпитального городка, площадка Юность, сквер вокруг Собора Святого Павла и зелёная площадка на пересечении ул. Леонова и ул. Карла Маркса.

### Образование и культура
- Дом Культуры

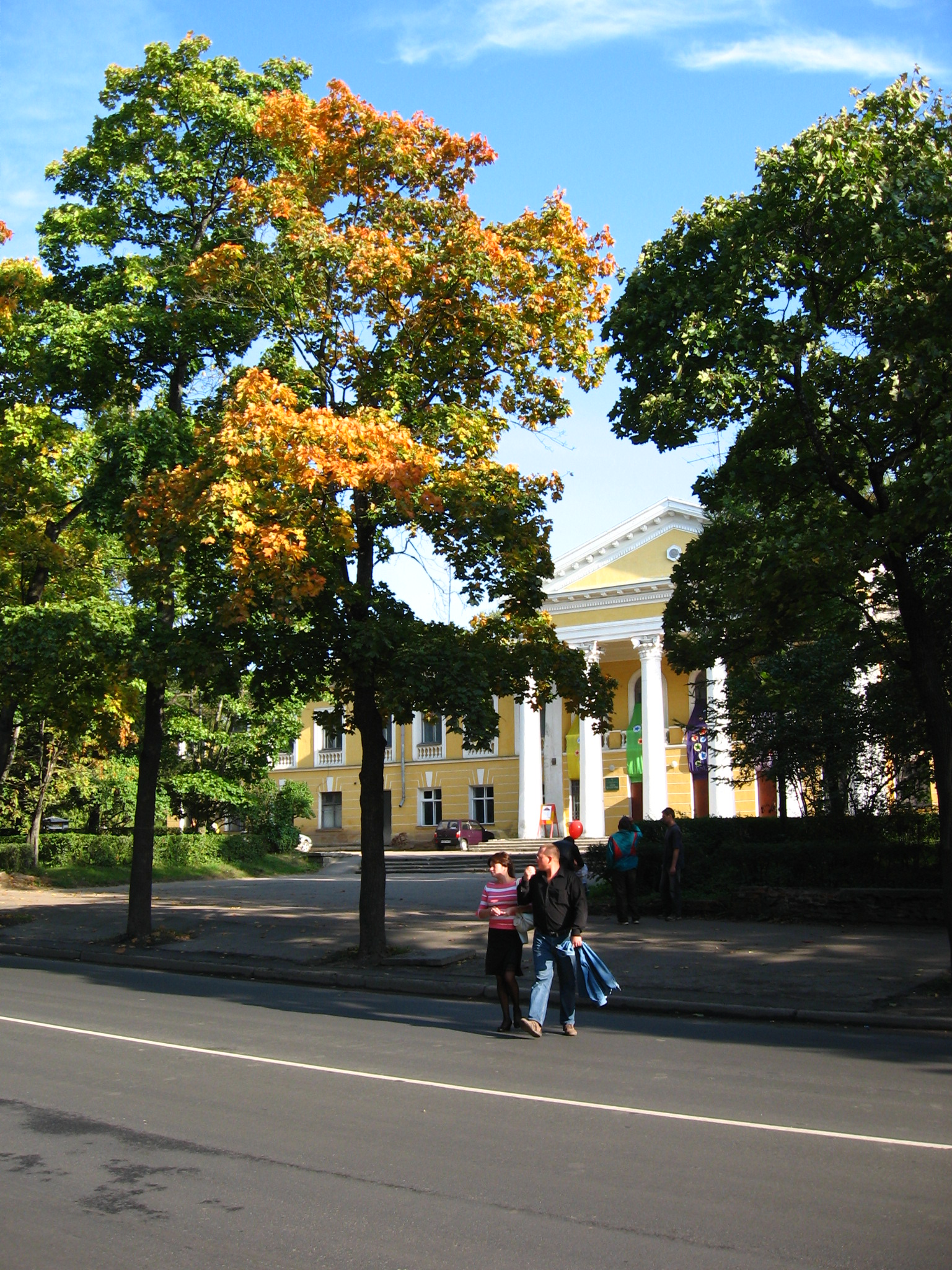
Дом Культуры

- Гатчинская гимназия им. К. Д. Ушинского
- Городская библиотека им. Куприна
- Дом-музей П. Е. Щербова
- Гатчинская музыкальная школа № 1 им. Ипполитова-Иванова
- Муниципальное бюджетное учреждение "Центр творчества юных"
- Дворец молодёжи
- Кинотеатр «Победа»
- Городской шахматный клуб им. М. И. Чигорина
- Детско-юношеская спортивная школа № 1
- Профессиональное училище № 13
- лицей «Мода»
- Вечерняя общеобразовательная школа
- школа-интернат
- школа № 1
- школа № 4
- школа № 9
- школа № 10
- школа «Апекс»
- а также 5 детских садов

### Государственные и муниципальные учреждения
- Администрация МО «Город Гатчина»
- Администраций МО «Гатчинский район»
- Здание управления внутренних дел
- Здание суда
- Пенсионный фонд
- Гатчинская налоговая инспекция
- Районная налоговая инспекция
- Районный узел связи